# Nahida Touhami
Nahida Touhami (10 februari 1978) is een Algerijnse middellangeafstandsloopster, die is gespecialiseerd in de 800 m en 1.500 m. Ze werd zevenmaal Algerijns kampioene in diverse disciplines. Ze nam tweemaal deel aan de Olympische Spelen, maar behaalde hierbij geen medaille.
Touhami begon haar loopbaan aanvankelijk op de sprintnummers, meer bepaald de 200 m en 400 m. Haar eerste succes boekte ze in 1996 door de Pan-Arabische jeugdkampioenschappen te winnen op de 400 m. Op de 200 m werd ze datzelfde jaar Algerijns kampioene. Op de 400 m deed ze dat over in 1998, 2000 en 2003. Nadien schakelde ze hoofdzakelijk over de middellange afstand.
In 2002 werd Touhami op de Afrikaanse kampioenschappen zesde op de 800 m en negende op de 1.500 m. Haar olympische debuut maakte ze in 2004 op de Spelen van Athene. Hier werd ze in de halve finales van de 1.500 m uitgeschakeld in een tijd van 4.07,21. In 2006 stond ze op de Afrikaanse kampioenschappen opnieuw tweemaal de finale: op de 1.500 m werd ze zesde in 4.25,25 en op de 800 m werd zij vijfde in 2.05,33. Een jaar later sneuvelde ze op de 1.500 m al in de voorrondes van de wereldkampioenschappen atletiek 2007 in Osaka met een tijd van 4.14,38.

## Titels
- Pan-Arabisch kampioene 800 m - 2003
- Pan-Arabisch kampioene 1.500 m - 2003
- Algerijns kampioene 200 m - 1996
- Algerijns kampioene 400 m - 1998, 2000, 2003
- Algerijns kampioene 800 m - 2002
- Algerijns kampioene 1.500 m - 1999, 2006
- Pan-Arabisch jeugdkampioene 400 m - 1996

## Persoonlijke records
Outdoor
| Onderdeel | Tijd    | Datum            | Plaats         |
| --------- | ------- | ---------------- | -------------- |
| 200 m     | 24,85   | 19 juni 1996     | Palafrugell    |
| 400 m     | 54,44   | 22 juni 1999     | Celle Ligure   |
| 800 m     | 1.59,65 | 31 juli 2004     | Heusden-Zolder |
| 1.000 m   | 2.38,37 | 23 augustus 2005 | Linz           |
| 1.500 m   | 4.05,25 | 3 augustus 2004  | Luik           |

Indoor
| Onderdeel | Prestatie | Datum         | Plaats |
| --------- | --------- | ------------- | ------ |
| 1.500 m   | 4.12,09   | 11 maart 2006 | Moskou |

## Prestaties
| Jaar | Wedstrijd                           | Plaats  | Resultaat | Onderdeel | Tijd    |
| ---- | ----------------------------------- | ------- | --------- | --------- | ------- |
| 1994 | Pan-Arabische jeugdkampioenschappen | Tunis   | 2e        | 400 m     | 58,54 s |
| 1995 | Afrikaanse jeugdkampioenschappen    | Bouaké  | 3e        | 400 m     | 57,43 s |
| 1996 | Pan-Arabische jeugdkampioenschappen | Latakia | 2e        | 200 m     | 25,74 s |
|      | Pan-Arabische jeugdkampioenschappen | Latakia | 1e        | 400 m     | 57,20 s |
| 1999 | Pan-Arabische Spelen                | Irbid   | 1e        | 800 m     | 2.06,17 |
| 2002 | Afrikaanse kampioenschappen         | Radès   | 6e        | 800 m     | 2.07,01 |
|      | Afrikaanse kampioenschappen         | Radès   | 9e        | 1.500 m   | 4.25,50 |
| 2003 | Noord-Afrikaanse kampioenschappen   | Tunis   | 2e        | 800 m     | 2.03,77 |
|      | Pan-Arabische kampioenschappen      | Amman   | 1e        | 800 m     | 2.05,73 |
|      | Pan-Arabische kampioenschappen      | Amman   | 1e        | 1.500 m   | 4.25,6  |
| 2004 | Pan-Arabische Spelen                | Algiers | 1e        | 800 m     | 2.34,48 |
|      | Pan-Arabische Spelen                | Algiers | 1e        | 1.500 m   | 4.35,85 |
| 2006 | WK Indoor                           | Moskou  | 9e        | 1.500 m   | 4.19,44 |
|      | Afrikaanse kampioenschappen         | Bambous | 5e        | 800 m     | 2.05,33 |
|      | Afrikaanse kampioenschappen         | Bambous | 6e        | 1.500 m   | 4.25,25 |
| 2007 | All-Afrikaanse Games                | Algiers | 3e        | 800 m     | 2.03,79 |
|      | All-Afrikaanse Games                | Algiers | 5e        | 1.500 m   | 4.12,34 |